# 주중거
주중거(周中居, 周仲居, ? ~ ?)는 전한 중기의 관료로, 개국공신 주설의 손자이다.

## 행적
경제 중원년(기원전 149년), 아버지 주응의 뒤를 이어 다후(鄲侯)에 봉해졌다.
원정 3년(기원전 114년), 무제는 적측전(赤側錢)을 폐지하여 유통을 금지시켰다. 그러나 태상 주중거는 적측전이 아니라 새로 통용시킨 화폐를 회수하고 말았고, 책임을 물어 완성단용에 처하고 봉국은 폐지되었다.

## 출전
- 사마천, 《사기》 권18 고조공신후자연표
- 반고, 《한서》 권19하 백관공경표 下

| 전임 임월인 | 전한의 태상 기원전 114년 | 후임 장광국 |

| 전임 아버지 다강후 주응 | 전한의 다후 기원전 148년 ~ 기원전 114년 | 후임 (봉국 폐지) |